# Wolfsberg (Turingia)
Wolfsberg (Thüringen) este o comună din landul Turingia, Germania.